# Rivulus rutilicaudus
Rivulus rutilicaudus är en fiskart som beskrevs av Costa 2005. Rivulus rutilicaudus ingår i släktet Rivulus och familjen Rivulidae. Inga underarter finns listade i Catalogue of Life.